# Lichtkogel

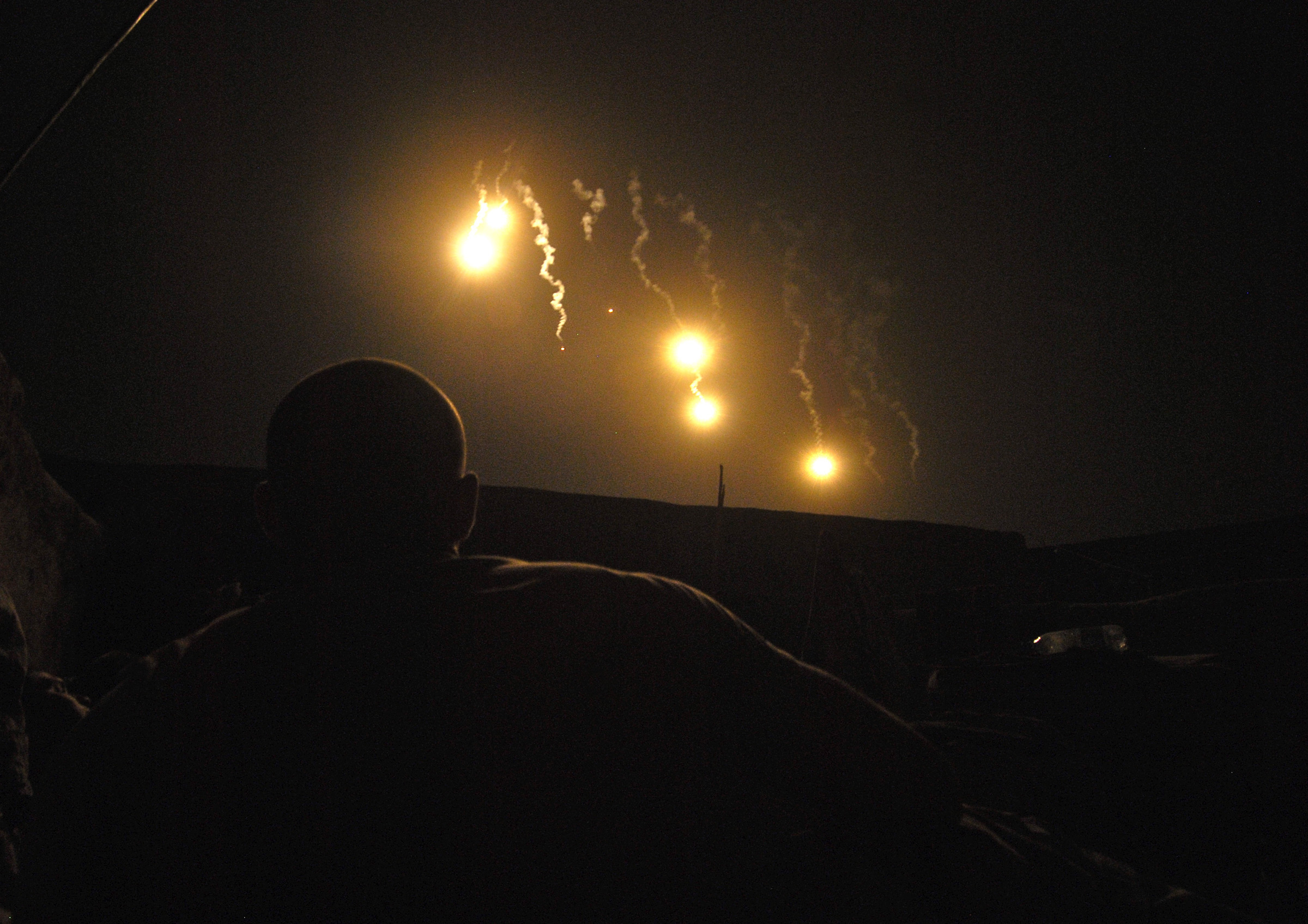
Lichtkogels afgevuurd tijdens Operatie Enduring Freedom.

Een lichtkogel, ook wel flare genoemd, is een lichtgevend projectiel dat kan worden afgeschoten bij wijze van noodsignaal. Zulke situaties doen zich bijvoorbeeld voor bij een schip in zinkende toestand en bij reddingsoperaties, vanuit sloepen of andere plaatsen waar personen in nood of moeilijkheden verkeren.

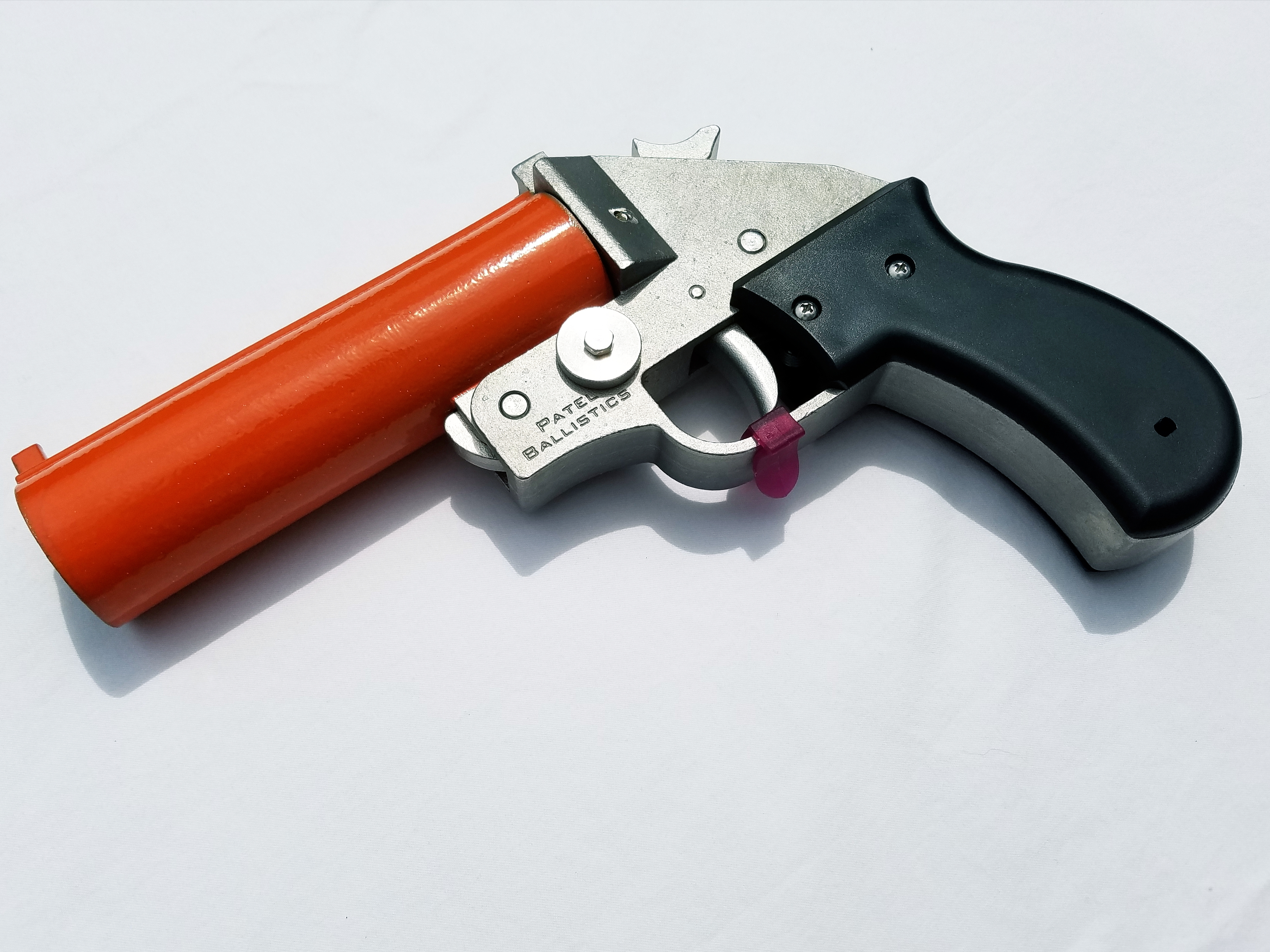
Een lichtpistool

Ieder zeeschip of ander groot vaartuig heeft lichtkogels aan boord. Deze worden omhoog geschoten met een luchtpistool, zodat men de lichtschijn in de verre omtrek kan waarnemen. Deze 'scheepspistolen' hebben vaak rode patronen en zijn in het algemeen een soort enkelschots achterladerpistool met een wijde loop vanwege de relatief grote aluminium lichtkogels. Lichtkogelpatronen zijn ten opzichte van handvuurwapenkogels vrij groot en lijken met omhulsels veel op hagelhulzen van hagelgeweren. Na het schot (dat meestal recht naar boven wordt gericht om zo de hoogte van het patroon te maximaliseren) klapt in de lucht een parachute open die de lichtkogel remt in zijn val, waardoor meer tijd beschikbaar is om het signaal door andere schepen of vliegtuigen in de omtrek te laten waarnemen. Alhoewel het kaliber van lichtkogelpatronen hetzelfde kan zijn als dat van hagelschotspatronen, is het het afvuren van hagelpatronen in flare guns ten strengste af te raden. Lichtkogelpistolen zijn niet bestand tegen de drastisch hogere kamerdruk die hagel- en massief-projectiel ('slug')-patronen met zich meebrengen en de kans op ernstige verwonding van de schutter door een exploderende loop of achterlader is groot.
In de tijd dat er nog actieve vuurtorenwachters waren, was het standaard dat wanneer de vuurtorenwachter een rode lichtkogel opmerkte, deze de hulpdiensten inschakelde en op het noodsignaal reageerde door zelf een witte lichtkogel af te schieten. Zo wist de bemanning van het schip in nood dat hulp onderweg was.
Lichtkogels worden ook voor militaire doeleinden gebruikt. Gevechtsvliegtuigen kunnen lichtkogels afvuren om warmte-zoekende-raketten te misleiden. In de Eerste en Tweede Wereldoorlog werden lichtkogels gebruikt om het slagveld tijdelijk te verlichten om rondkruipende of gewonde militairen te spotten. Ook worden lichtkogels gebruikt om een plek te markeren voor vliegtuigen. Zo weten piloten waar ze vracht moeten droppen, moeten landen of bombarderen.

## Galerij

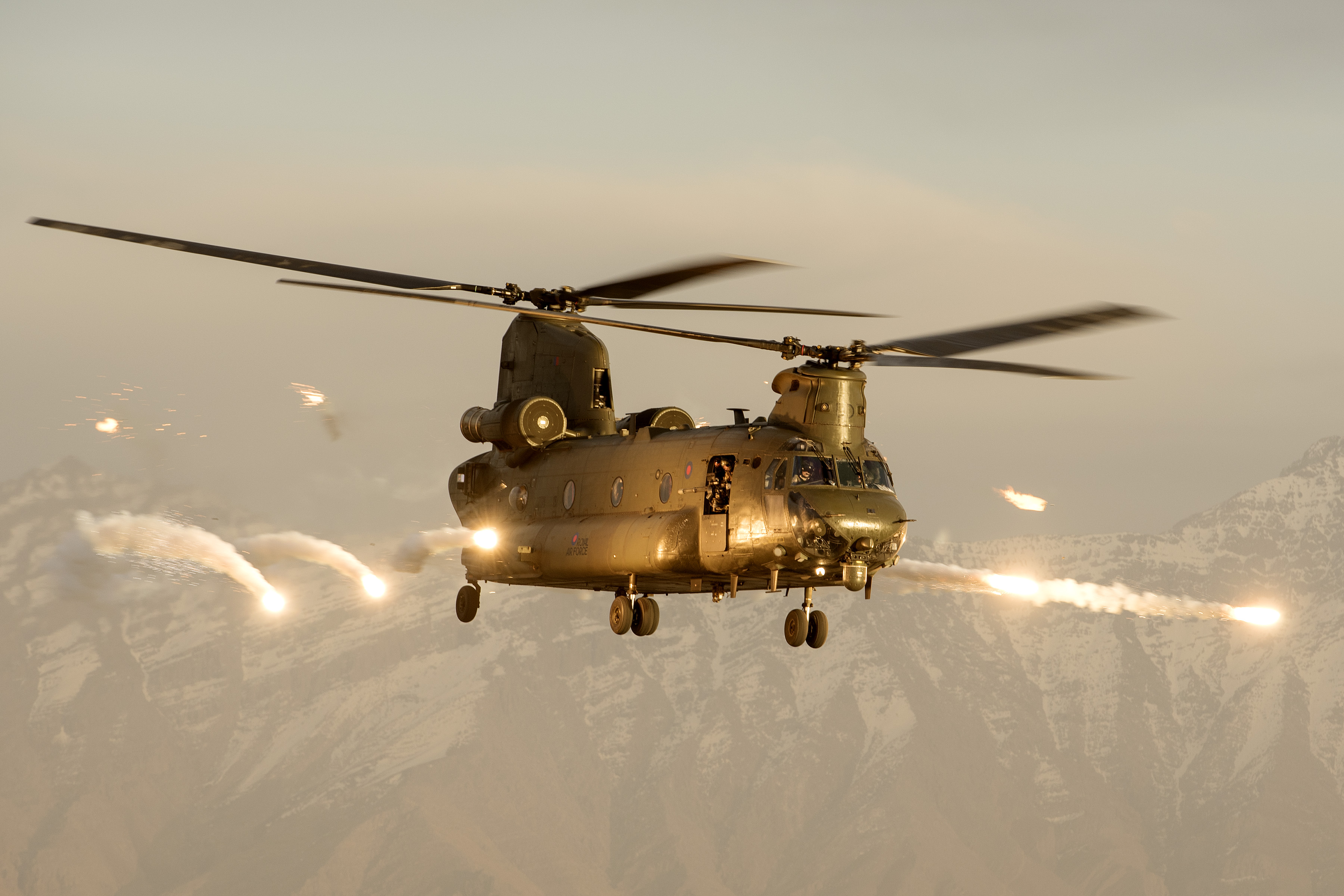
Een Chinook van de Engelse luchtmacht die lichtkogels gebruikt.
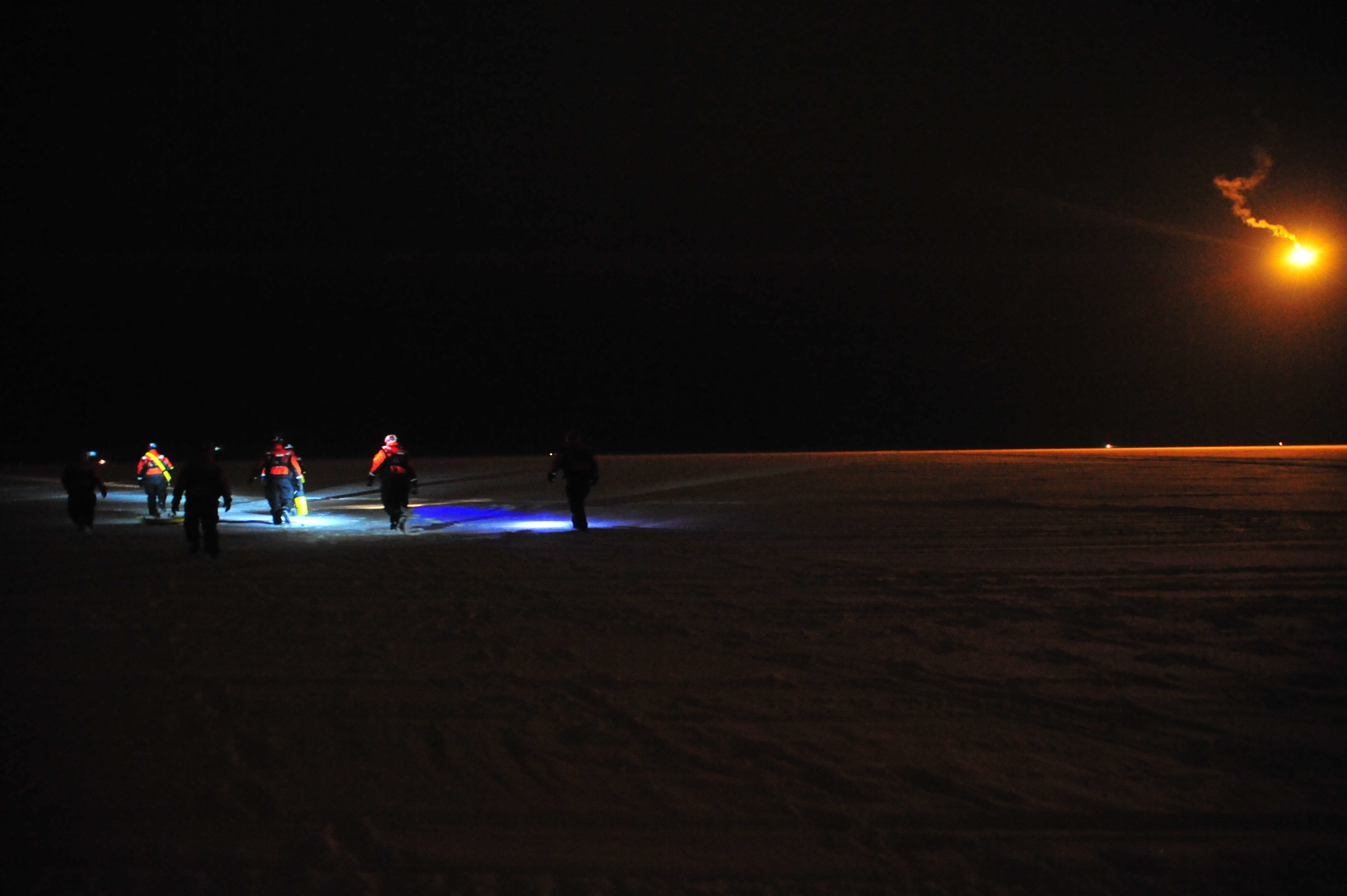
Een lichtkogel afgeschoten bij een reddingsoperatie.
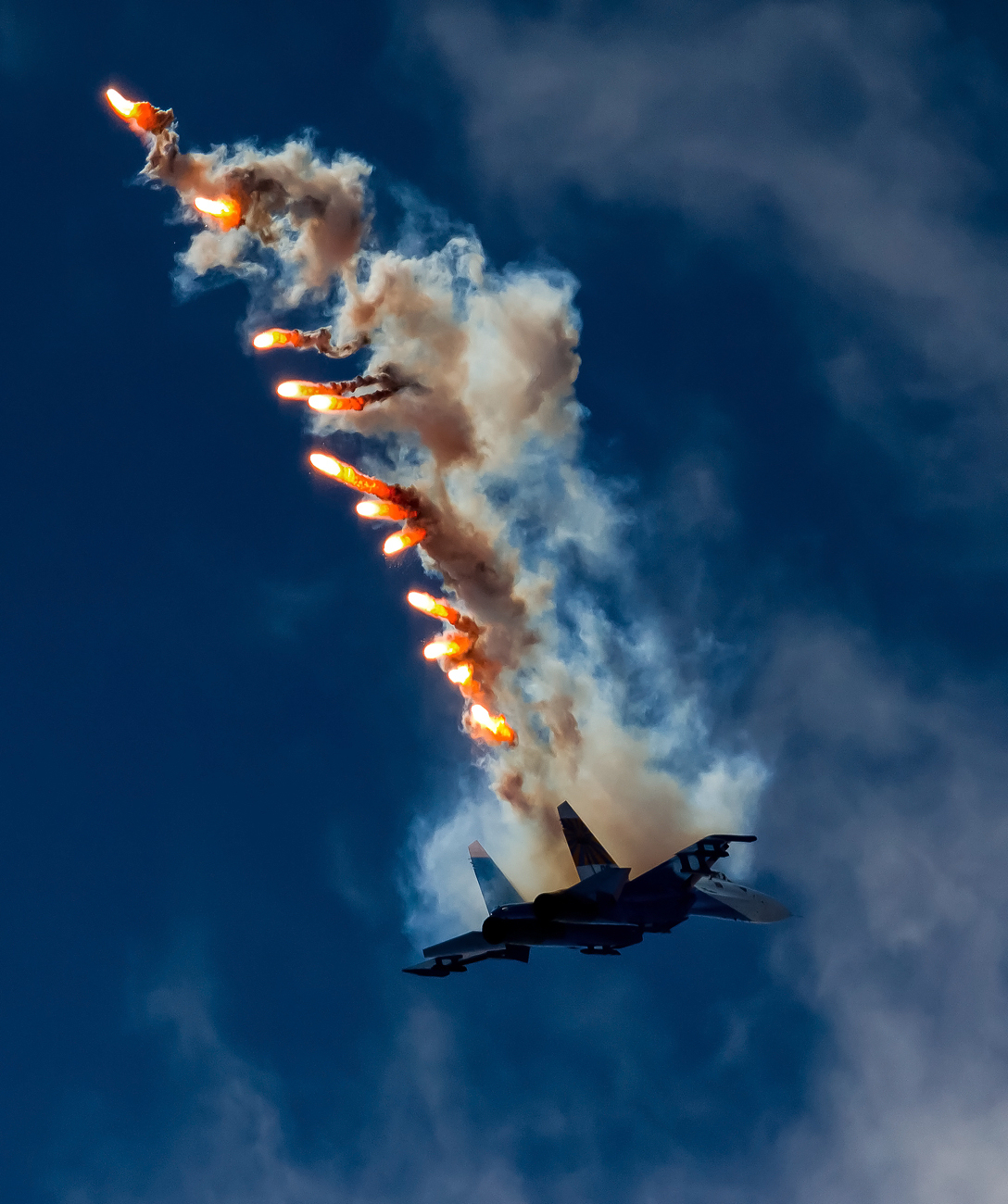
Een SU-27 van de Russische luchtmacht die lichtkogels gebruikt.
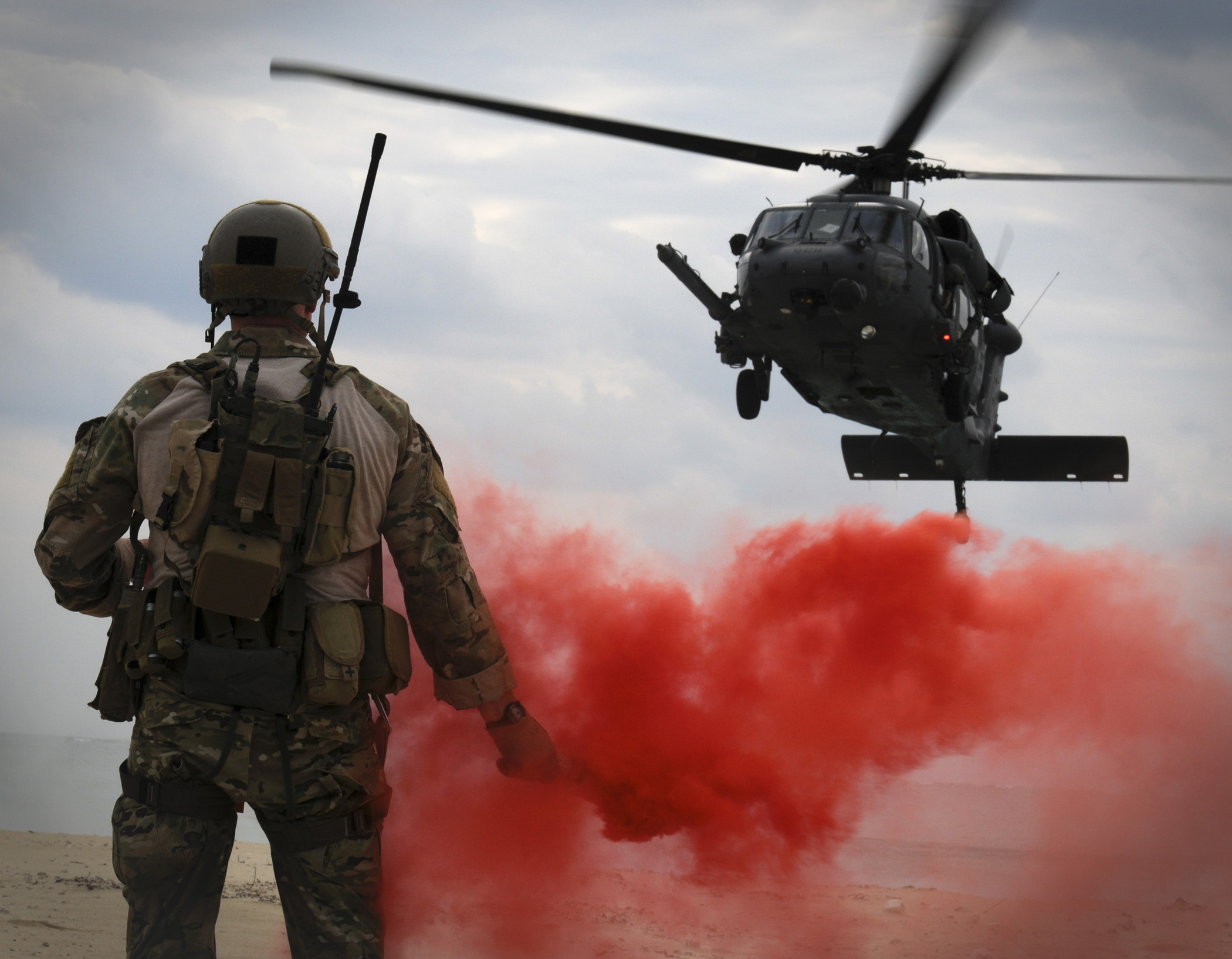
Lichtkogel om plaats te markeren